# تلمبه ملک دلداری
تلمبه ملک دلداری، روستایی از توابع بخش حور شهرستان فاریاب در استان کرمان ایران است.

## جمعیت
این روستا در دهستان حور قرار دارد و براساس سرشماری عمومی نفوس و مسکن در سال ۱۳۹۵، جمعیت آن برابر با ۱۲۶ نفر (۳۷ خانوار) بوده‌است.